# Peter Onorati
Peter Daniel Onorati (Boonton, 16 mei 1953) is een Amerikaans acteur.

## Biografie
Onorati werd geboren in Boonton waar hij de high school doorliep aan de Boonton High School. Hij haalde zijn bachelor of Arts in bedrijfskunde aan de Lycoming College in Williamsport (Pennsylvania). Hierna haalde hij zijn Master of Business Administration aan de Fairleigh Dickinson University in de staat New Jersey. 
Onorati is in 1988 getrouwd en heeft hieruit drie kinderen, en woont met zijn gezin in Los Angeles.

## Filmografie

### Films
Selectie:
- 2021 Being the Ricardos - als Vittorio
- 2010 Circle – als chief
- 1990 Postcards from the Edge – als camaraman
- 1990 Goodfellas – als bookmaker in Florida
- 1990 Fire Birds – als Rice
- 1987 Firehouse – als Ron J. Sleek

### Televisieseries
Uitgezonderd eenmalige gastrollen.
- 2017-2024 S.W.A.T. - als Jeff Mumford - 29 afl.
- 2020-2022 Station 19 - als Snuffy Souza - 5 afl.
- 2017-2022 This Is Us - als Stanley Pearson - 12 afl.
- 2014 Murder in the First - als Jimmy Salter - 7 afl.
- 2012 CSI: Crime Scene Investigation – als rechercheur Kimball – 2 afl.
- 2009 24 – als agent Remick – 2 afl.
- 2007-2009 Everybody Hates Chris – als coach Brantley / conciërge – 5 afl.
- 2008 Desperate Housewives – als Warren Schilling – 2 afl.
- 2007-2008 Boston Legal – als A.D.A. Stewart Betts – 3 afl.
- 2005 Teen Titans – als robotman – 2 afl.
- 2004-2005 Justice League – als stem – 3 afl.
- 2002-2004 American Dreams – als Dominick Morolleno – 5 afl.
- 2001 Leap Years – als Russ Adler – 4 afl.
- 2000-2001 Sheena – als Tyler – 2 afl.
- 2000 Walker, Texas Ranger – als sergeant Vincent Rosetti – 4 afl.
- 2000 Batman Beyond – als stem – 3 afl.
- 1997 NYPD Blue – als Joey Salvo – 3 afl.
- 1995-1997 Murder One – als A.D.A. Scotto – 6 afl.
- 1993 Joe's Life – als Joe Gennaro – 11 afl.
- 1991-1993 Civil Wars – als Charlie Howell – 36 afl.
- 1990 Cop Rock – als rechercheur Vincent LaRusso – 11 afl.
- 1989 Kate & Allie – als Lou Carello – 3 afl.

- Bibliothèque nationale de France: cb14212618g (data)
- International Standard Name Identifier: 0000 0000 0290 4522
- Library of Congress Control Number: ns2014001573
- Virtual International Authority File: 12516941
- WorldCat: E39PBJv8CWchrcF8vXMBjrDg8C